# Trichomalopsis shirakii
Trichomalopsis shirakii is een vliesvleugelig insect uit de familie Pteromalidae. De wetenschappelijke naam is voor het eerst geldig gepubliceerd in 1913 door Crawford.